# Суні

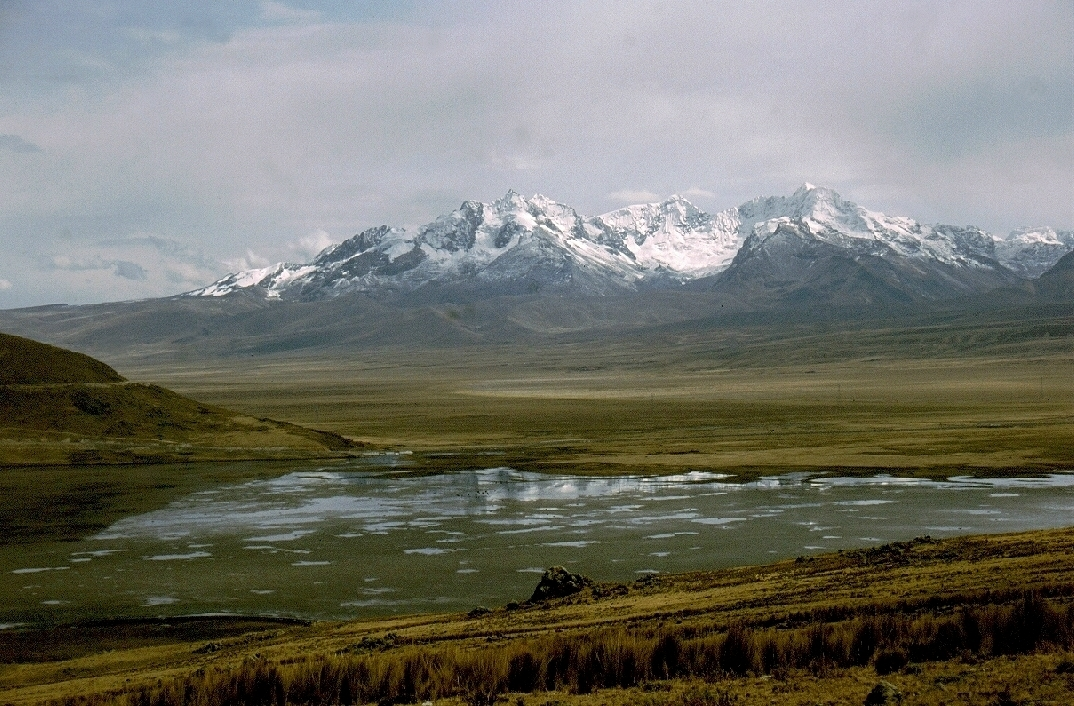
Озеро Лагуна-Конокоча, Перу.

Суні (ісп. Suni, від кеч. suni — «широкий») або Халка (ісп. Jalca, від кеч. sallqa — «дика територія») — один з природних регіонів, на які поділяється Перу згідно з Хавьєром Пулґаром Відалем, що являє собою частину альпійських лугів Анд — парамо, — розташованих на висоті між 3 500 і 4 000 м нед рівнем моря. Згідно з класифікацією Всесвітнього фонду дикої природи складає частину екорегіона Парамо Кордильєри-Сентраль (NT1004). Також слово «Халка» (Jalca) використовується в Перу для посилання на всі типи парамо.
Територія характеризується високою вологістю, постійною хмарністю і загалом низькими температурами, із значними коливаннями протягом доби. Узимку часті опади приводять до утворення значного заледеніння.
Тут ростуть бузина, гвоздика, пампасова трава, віньяй-вайна (вид орхідеї), кіноа, марь, таруй (вид люпину), ока і ульюко. Також поширені тонконогові, що вирощуються у великих кількостях і дозволили одомашнити морську свинку.